# Canaan dog
Il Canaan Dog (in ebraico כלב כנעני) è una razza canina indigena allevata in Israele.
Il cane Canaan è anche noto come Kelef K'naani, Israel Canaan Dog, Cane beduino e palestinese Pariah Dog; questa razza ha almeno 4000 anni di storia.
Lo standard di razza è stato creato dal professore israeliano Rudolphina Menzel nel 1966.
La razza è riconosciuta da tutti i club di cani del mondo ed anche dalla riconosciuta dalla FCI con lo (Standard N. 273, Gruppo 5, Sezione 6).
Nella sua terra natale esiste ancora in una forma selvaggia e mezzo selvaggia, in lotta per la sopravvivenza. Ha un'origine antica ed ha un parente stretto nel Basenji;
è l'unica razza di origine israelo/palestinese, essa appartiene al gruppo di cani tipo Spitz e di tipo primitivo.

## Caratteristiche

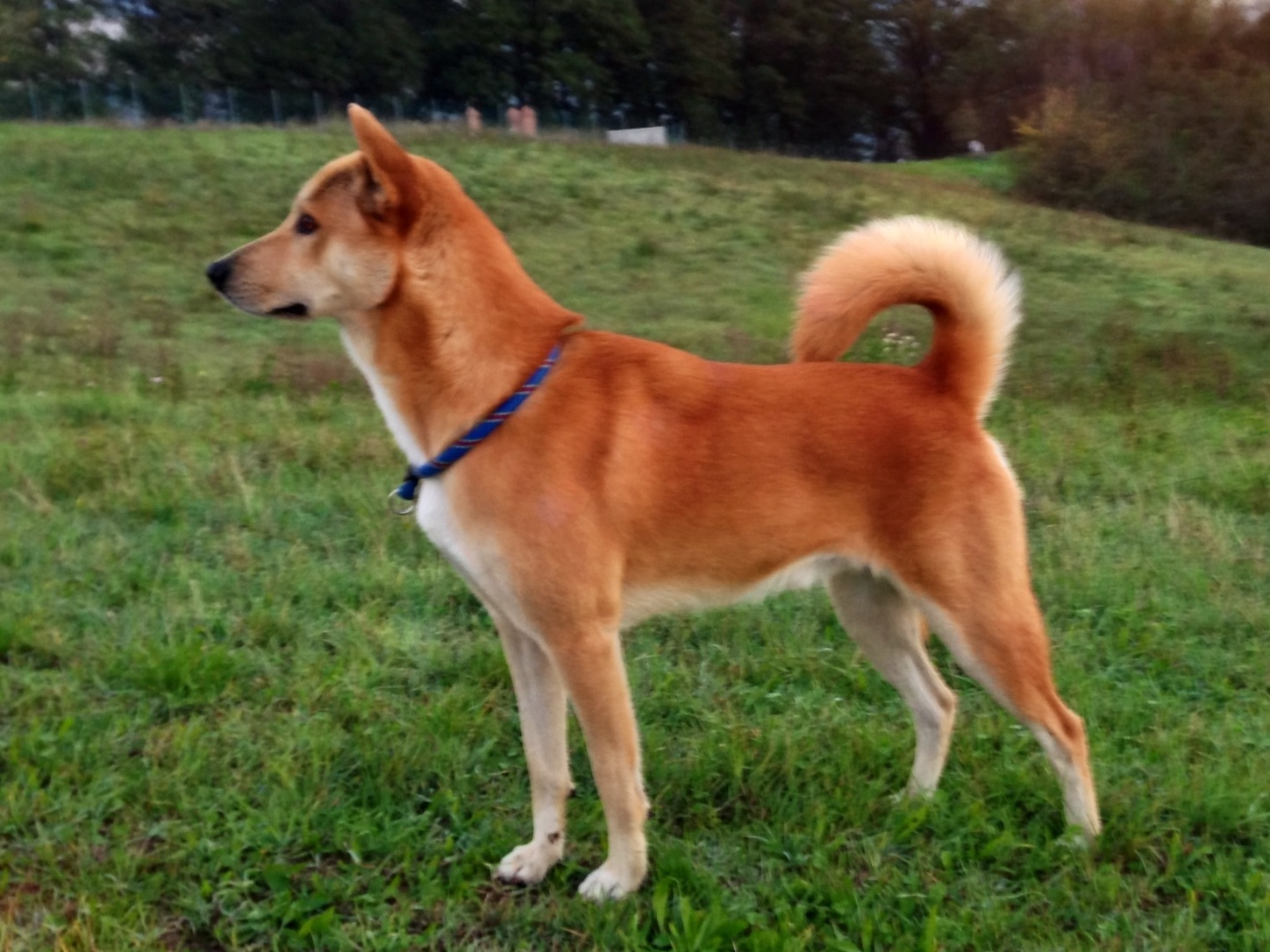
Un esemplare di 3 anni

l cane Canaan è un cane di medie dimensioni, ben equilibrato, forte e quadrato, con una testa a cuneo; orecchie erette e basse; e cappotto dritto, duro e denso di lunghezza da corta a media. La relazione corretta tra altezza e lunghezza del corpo è 1:1. 
La coda è folta, posizionata in alto e viene trasportata arricciata sulla schiena quando il cane è vigile o eccitato. 
È un cane rustico e forte in grado resistere a sciacalli, iene e lupi allo stato selvaggio; sono cani estremamente vigili e reattivi, sono diffidenti nei confronti di estranei, sia umani che animali; è un cane fortemente difensivo ma non naturalmente aggressivo. 
È una razza che matura lentamente sia fisicamente che mentalmente.